# Борисовка (Витебская область)
Борисовка — деревня в Городокском районе Витебской области Белоруссии. Входит в состав Межанского сельсовета.
Находится примерно в 4 км к западу от более крупной деревни Межа.

## Население
- 1999 год — 14 человек
- 2010 год — 14 человек [3]
- 2019 год — 8 человек [1]